# Oswald Oberhuber
Oswald Oberhuber, né le 1er février 1931 à Merano (Tyrol du Sud) et mort le 17 janvier 2020 à Vienne, est un peintre, sculpteur et graphiste autrichien.

## Biographie

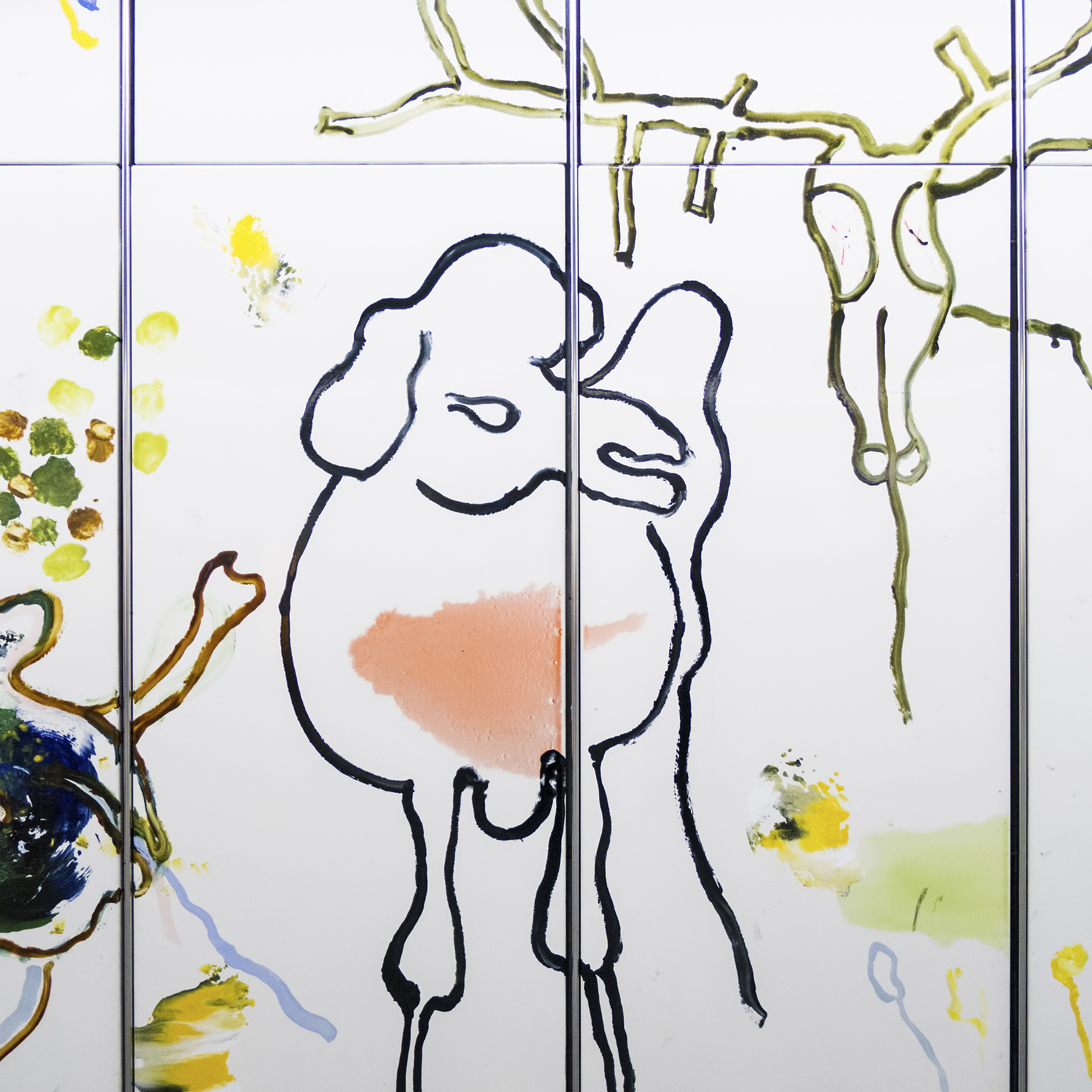
Permanent-Graffiti, peinture murale (détail, 1989), station de métro Wien Mitte, Landstraße à Vienne (3e district).

Oswald Oberhuber a appris la sculpture de 1945 à 1949 à la Bundesgewerbeschule  d'Innsbruck. Par la suite Oberhuber a été, à l'Académie des Beaux-Arts de Vienne, élève de Fritz Wotruba et à l'Académie de Stuttgart, celui de Willi Baumeister. En 1972, Oberhuber était le représentant autrichien à la Biennale de Venise. En 1964-1965, il est conseiller artistique de la Galerie nächst St. Stephan, où il succède à Otto Mauer (de) en 1973 et qu’il dirige jusqu'en 1978. Oberhuber a participé à la documenta 6 en 1977 et 1982 à la documenta 7. En 1973, il a été nommé professeur à l'université des Arts Appliqués de Vienne, dont il a été membre jusqu'à sa retraite en 1998. De 1979 à 1987 et de 1991 à 1995, il a dirigé l'université en tant que recteur. Oberhuber a exposé deux fois dans la galerie Vorsetzen (de) avec des meubles, des dessins, des dessins (1989) et de la peinture (1992).
L'Académie de Stuttgart l'a nommé membre honoraire en 1982 et sénateur honoraire en 2004.

## Récompenses et distinctions
- 1978 : prix des beaux-arts de la ville de Vienne
- 1990 : prix d'État tyrolien pour l'art
- 1990 (?) : prix d'État autrichien
- 2004 : croix d'honneur autrichienne des sciences et des arts, 1re classe
- 2016 : Médaille autrichienne des sciences et des arts

### Notices, bases et dictionnaires
- Ressources relatives aux beaux-arts :   - Bénézit
  - Delarge
  - Museum of Modern Art
  - Österreichische Galerie Belvedere
  - RKDartists
  - Union List of Artist Names
- Notice dans un dictionnaire ou une encyclopédie généraliste :   - Deutsche Biographie
- Notices d'autorité :   - VIAF
  - ISNI
  - BnF (données)
  - IdRef
  - LCCN
  - GND
  - Pays-Bas
  - Israël
  - NUKAT
  - Tchéquie
  - WorldCat

### Autres
- (de) « (Entretien avec un ancien élève) »(Archive.org • Wikiwix • Archive.is • Google • Que faire ?)], sur Okto-TV (30 min)
- (de) Oswald Oberhuber – Die Leidenschaften des Prinzen Eugen, portrait vidéo d'Oswald Oberhuber, sur CastYourArt
- (de) Curriculum vitae, liste des expositions et aperçu des travaux avec illustrations à la Galerie Altnöder
- (de) Œuvres d'Oswald Oberhuber, in: digital.belvedere.at
- (de) Matthias Dusini, « L'enfant dans l'artiste » dans Falter mai 2006 du 1er février 2006, janvier 2009 dans les archives Internet )
- (de) « Publications de et sur Oswald Oberhuber », dans le catalogue en ligne de la Bibliothèque nationale allemande (DNB).
- (de) Archiver des enregistrements avec Oswald Oberhuber dans les archives en ligne de la médiathèque autrichienne (lectures de littérature, interviews, contributions à la radio)